# Resti della cellula epiteliale di Malassez

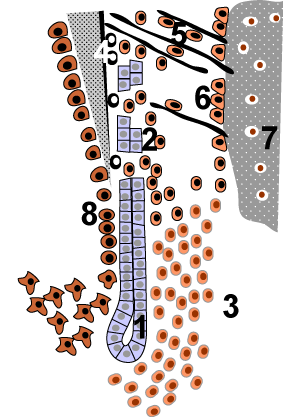
(1) Le HERS, (2) i resti epiteliali di Malassez, (3) follicolo dentale, (4) cementoblasti, (5) legamenti parodontali, (6) cellule alveolari, (7) osso, (8) odontoblasti

In odontoiatria, i resti delle cellule epiteliali di Malassez (epithelial cell rests of Malassez, ERM) o resti/residui epiteliali di Malassez (pax epithelialis pediodontii, per la Terminologia Histologica) sono parte delle cellule del legamento parodontale circoscritto al dente. Sono raggruppamenti discreti di cellule residue dalla HERS (Hertwig's epithelial root sheath, guaina epiteliale radicolare di Hertwig) che non sono scomparsi completamente. Si pensa che questi "detriti cellulari" sotto l'influenza di vari stimoli proliferino per formare il rivestimento epiteliale di diverse cisti odontogeniche come la cisti radicolare. 
Hanno acquisito l'eponimo per mezzo di Louis-Charles Malassez (1842–1909) che li descrisse per la prima volta. Alcune di queste cellule diventano calcificate nel legamento parodontale (cementicoli).
ERM gioca un ruolo importante nella rigenerazione e riparazione del cemento. Le cellule staminali nella ERM possono andare incontro a transizione epitelio-mesenchima e differenziare in diversi citotipi provenienti originariamente dal mesoderma ed ectoderma come: osso, grasso, cartilagine, cellule simil-neuronali.